# Burg Fushimi
Die Burg Fushimi (japanisch 伏見城, Fushimi-jō) befindet sich im Stadtbezirk Fushimi von Kyoto in der Präfektur Kyōto. Toyotomi Hideyoshi erbaute die Burg als Residenz in der Sengoku-Zeit. 
Nahe der Anlage befinden sich mehrere kaiserliche Gräber: an ihrem Südhang die Gräber des Meiji-Tennō und seiner Gemahlin Shōken, ferner das Grab des Kammu Tennō aus dem 8. Jahrhundert.

## Geschichte

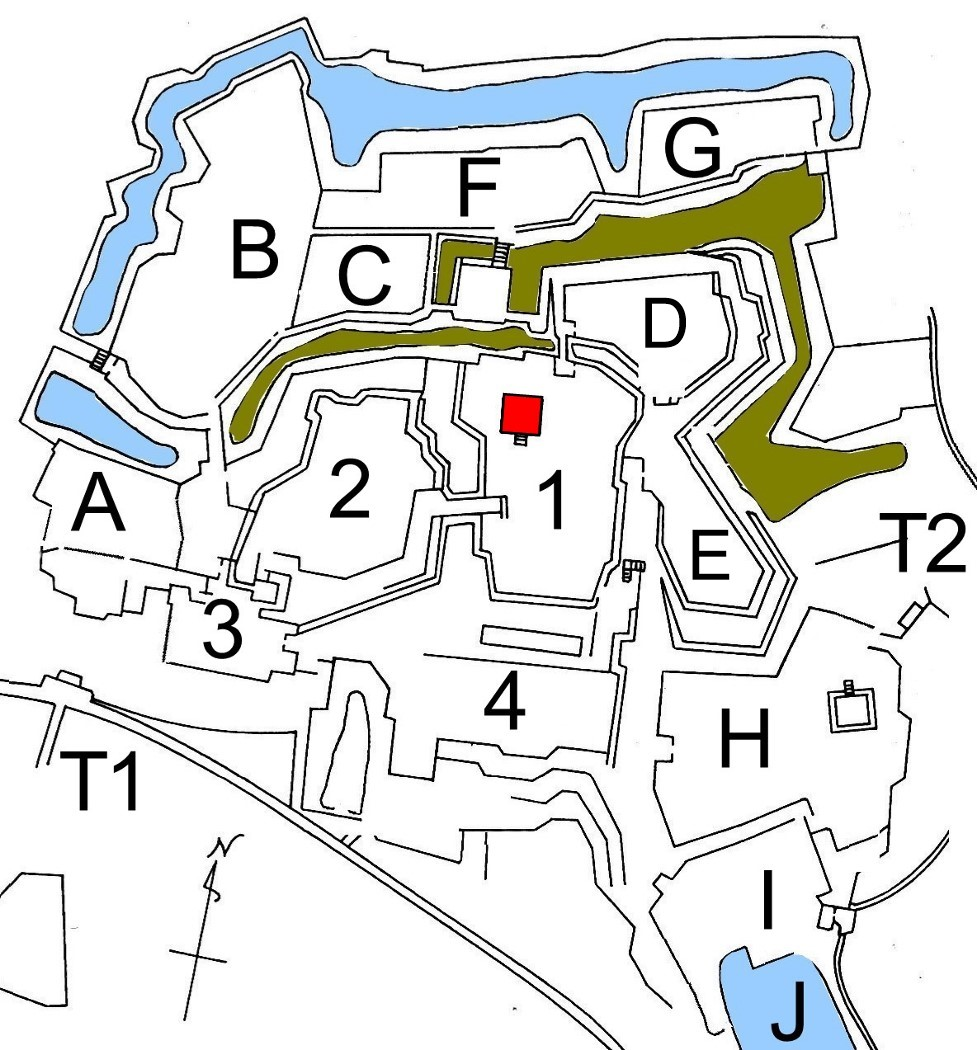
Plan der Burg
1: Hommaru 2: Ni-no-maru 3: San-no-maru 4: Yon-no-maru Rot: Burgturm, Blau: Nördlicher Graben, Oliv: Innerer Graben (trocken)

Im Jahr 1592 ließ Toyotomi Hideyoshi die Burg auf der Shigetsu-no-oka (指月の丘) genannten Anhöhe als Wohnsitz erbauen. Als 1596 diese Burg durch ein Erdbeben zerstört wurde, verlegte Hideyoshi die Burg auf die nahe, Kowata-yama (木幡山) genannte Anhöhe. 1597 wurde dort der fünfstöckige Burgturm fertiggestellt. 1598 starb Hideyoshi auf der Burg.
In den Gefechten vor der Schlacht von Sekigahara wurde die Burg bei Angriffen schwer beschädigt. Nach der Schlacht ließ Tokugawa Ieyasu die Burg wiederherstellen. 1619 fiel die Burg unter den  Shogunats-Beschluss „Je Provinz nur eine Burg“ (一国一城冷, ikkoku ichijō-rei) und  wurde dann bis 1625 abgerissen. Das Tor „im chinesischen Stil“ (唐門, karamon) des Nishi Hongan-ji soll von dieser Burg stammen.

## Die Anlage
Wie bei vielen Hügelburgen ist der innerste Bereich, das Hommaru (本丸), von weiteren, unregelmäßig geformten Bereichen, dem Ni-no-maru (二ノ丸), San-no-maru (三ノ丸) und Yon-no-maru (四ノ丸) umgeben. Darüber hinaus war die Burg durch zahlreiche weitere Verteidigungsanlagen geschützt:
- A: Harube-shomaru (治部小丸),
- B: Go-Hanabatake-Sansō (御花畠山壮),
- C: Tokuzen-maru (徳善丸),
- D: Matsu-no-maru (松の丸),
- E: Nagoya-maru (名護屋丸),
- F: Ōkura-maru (大倉丸),
- G: Danjō-maru (弾正丸),
- H: Sanri-maru (山里丸) und
- I: Taki-no-yashiki (瀧の屋敷).

Im Süden der Anhöhe gab es einen Bootsanleger, J: Go-funa-iri (御舟入). Im Süden befand sich auch das T1: Haupttor (大手門, ōtemon). Ein weiteres wichtiges Tor, T2: (東大手門, Higashi-ōtemon), befand sich im Osten.
Wie oben beschrieben, wurde die Burg in den 1620er Jahren vollständig abgerissen, so dass sie nicht sehr gut dokumentiert ist. Erhalten geblieben sind Reste des Nördlichen Grabens (北堀, Kitabori) im Fushimikitabori-Park. Ausgrabungen sind nur eingeschränkt möglich, da sich am Südhang die Gräber des Meiji-Tennō und seiner Gemahlin Shōken befinden. Außerdem befindet sich in der Nähe des Burggeländes das Grab des Kammu Tennō.
1963 wurde auf dem Gelände des Hanabatake-Sansō ein Teil der Burg aus Beton wieder errichtet. Dabei orientierte man sich für den großen Burgturm an der Burg Himeji, für den kleinen Burgturm an der Burg Hikone.
Erst nach Abriss der Burg und Bepflanzung der Gegend mit Pfirsichbäumen kam für den Burgberg der Name Momoyama  (桃山, „Pfirsichberg“) auf, nach dem später eine ganze Kunstepoche, die Azuchi-Momoyama-Zeit benannt wurde.

## Bilder

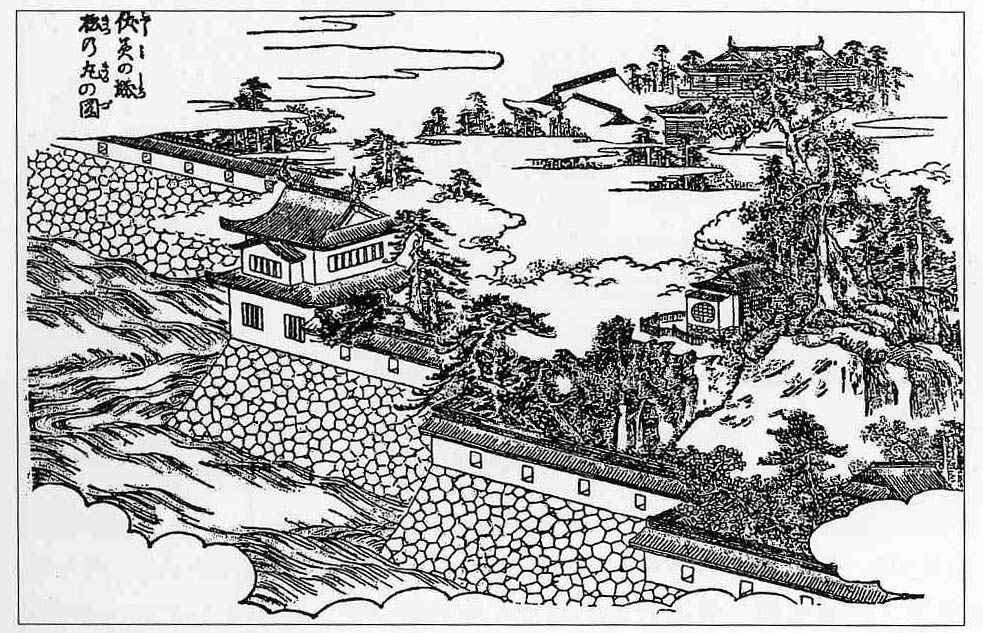
Matsu-no-maru
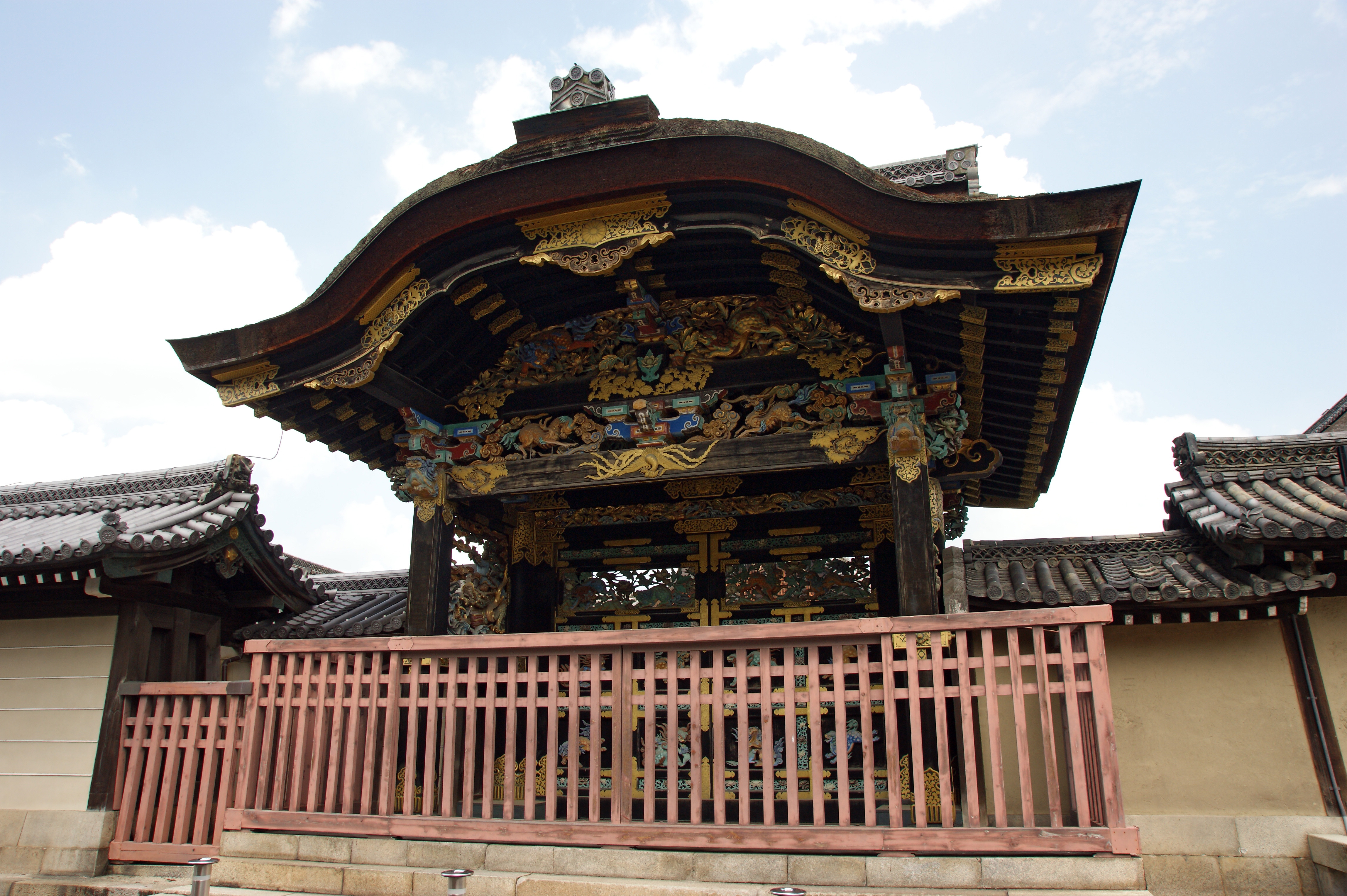
Karamon des Nishi Hongan.ji
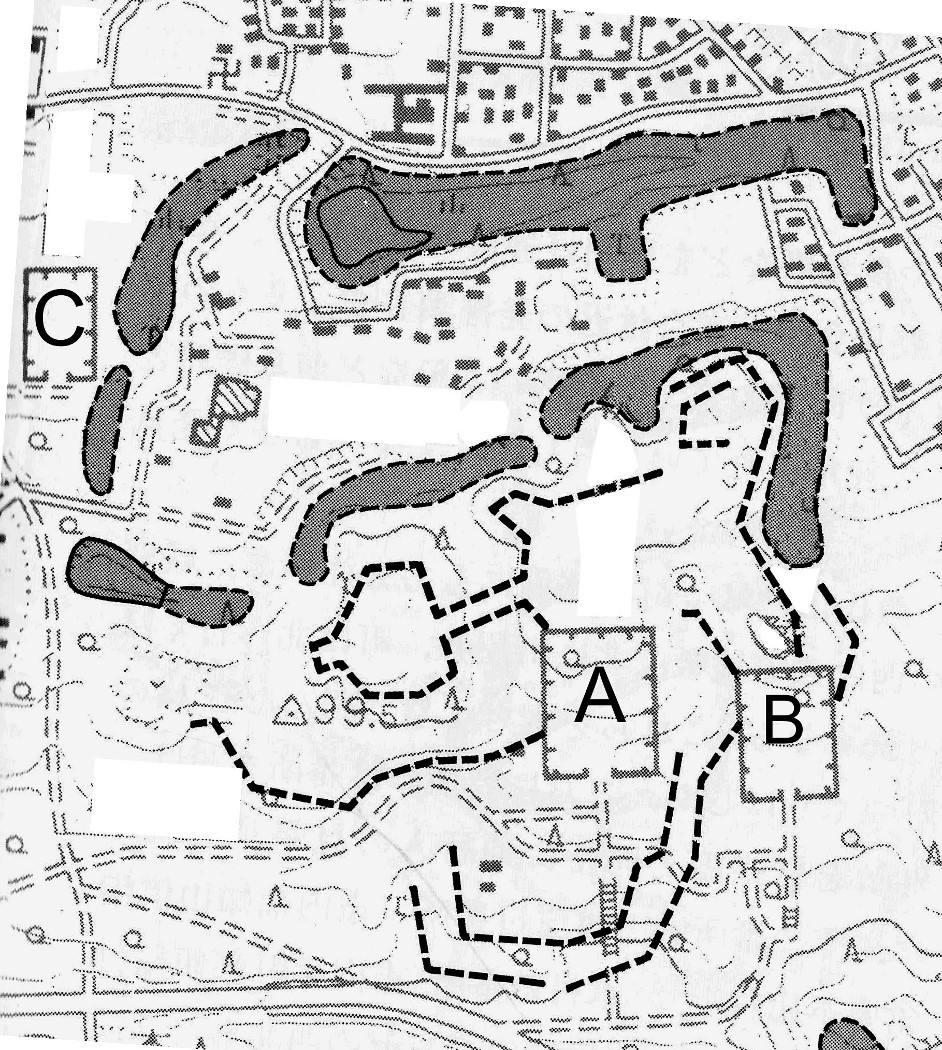
Lage der kaiserlichen Gräber: A - Meiji, B - Shōken, C - Kammu